# 羅密歐 (佛羅里達州)
羅密歐（英語：Romeo）是位於美國佛羅里達州馬里昂縣的一個非建制地區。該地的面積和人口皆未知。

## 地理
羅密歐的座標為29°12′23″N 82°26′10″W / 29.20639°N 82.43611°W，而該地的平均海拔高度為17米（即56英尺）。